# استیو هیوی

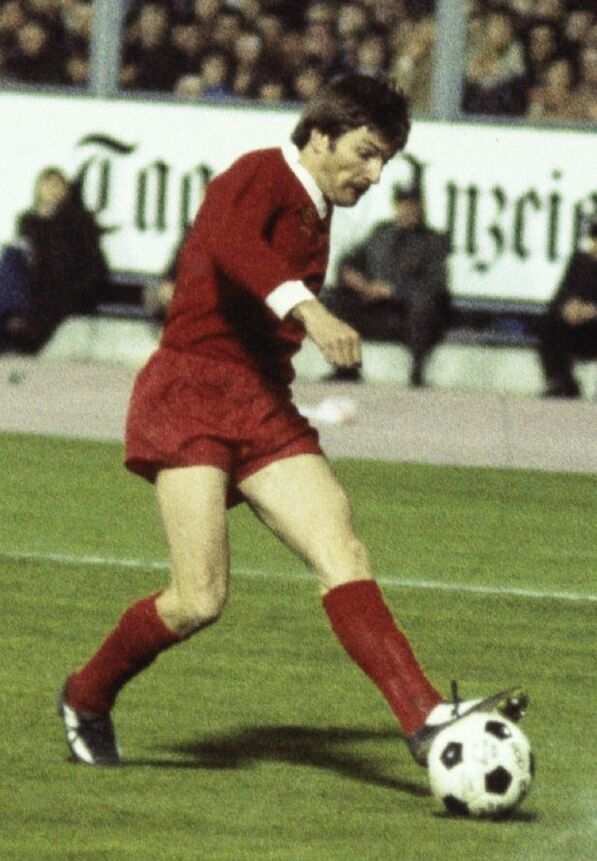
استیو هیوی - ۱۹۷۷

استیو هیوی (انگلیسی: Steve Heighway؛ زادهٔ ۲۵ نوامبر ۱۹۴۷) بازیکن فوتبال اهل جمهوری ایرلند است.
از باشگاه‌هایی که در آن بازی کرده‌است می‌توان به باشگاه فوتبال لیورپول و تیم ملی فوتبال جمهوری ایرلند اشاره کرد.
وی همچنین در تیم ملی فوتبال جمهوری ایرلند بازی کرده‌است.